# Haskell (Texas)
Haskell és una ciutat al Comtat de Haskell a l'estat de Texas. Segons el cens del 2000 tenia 3.106 habitants.

## Demografia
Segons el cens del 2000, Haskell tenia 3.106 habitants, 1.295 habitatges, i 868 famílies. La densitat de població era de 352,7 habitants per km².
Dels 1.295 habitatges en un 29,7% hi vivien nens de menys de 18 anys, en un 53,8% hi vivien parelles casades, en un 10,1% dones solteres, i en un 32,9% no eren unitats familiars. En el 31,3% dels habitatges hi vivien persones soles el 20,5% de les quals corresponia a persones de 65 anys o més que vivien soles. El nombre mitjà de persones vivint en cada habitatge era de 2,32 i el nombre mitjà de persones que vivien en cada família era de 2,91.
Per edats la població es repartia de la següent manera: un 25,2% tenia menys de 18 anys, un 5,7% entre 18 i 24, un 22,5% entre 25 i 44, un 20,6% de 45 a 60 i un 25,9% 65 anys o més.
L'edat mediana era de 42 anys. Per cada 100 dones de 18 o més anys hi havia 80,7 homes.
La renda mediana per habitatge era de 20.740 $ i la renda mediana per família de 27.109 $. Els homes tenien una renda mediana de 20.245 $ mentre que les dones 15.391 $. La renda per capita de la població era de 13.114 $. Aproximadament el 21,5% de les famílies i el 28,7% de la població estaven per davall del llindar de pobresa.

## Poblacions properes
El següent diagrama mostra les poblacions més properes.